# À vos caisses
À vos caisses est un téléfilm français écrit par Sylvie Chanteux et Barbara Grinberg et réalisé par Pierre Isoard, diffusé le 18 décembre 2010 sur France 3.

## Synopsis
Marie-Jo travaille comme caissière dans un petit supermarché de province. L’arrivée d’un nouveau directeur, Antoine Podayac, bouscule les habitudes du personnel. Sa rigueur et sa maladresse rendent d’emblée les relations explosives, particulièrement avec Marie-Jo, dotée d’un caractère bien trempé. Elle le prend en grippe et il le lui rend bien. Mais lorsque Antoine se présente à la chorale qu'elle dirige par la force des choses, à la suite de la mort soudaine du chef de chœur, les rapports de force s’inversent. Les répétitions se succèdent, Marie-Jo est amenée à donner des cours particuliers de chant à Antoine qui chante faux, et la tension monte à mesure que le concert approche et quand l’amour s’en mêle.

## Fiche technique
- Réalisateur : Pierre Isoard
- Scénario : Sylvie Chanteux et Barbara Grinberg
- Date de diffusion : 18 décembre 2010 sur France 3
- Durée : 80 minutes.

## Distribution
- Léa Drucker : Marie-Jo Cassila, la caissière et chef de chœur
- Arnaud Ducret : Antoine Podayac, le directeur du supermarché
- Julia Dorval : Cheryl, l'esthéticienne blonde et amie de Marie-Jo
- Claudia Tagbo : Arsène, la caissière
- Michèle Garcia : Monique, la chef de rayon du supermarché
- Delphine Baril : Sandy, une employée du supermarché
- Adrien Saint-Joré : Georges, le jeune homme
- Pierre Chevallier : Christian, l'employé âgé du supermarché
- Annick Alane : Gisèle, la choriste âgée
- Luis Rego : M. André, le chef de chœur

## Autour du téléfilm
Lors des répétitions et des concerts de la chorale, on entend les chansons suivantes :
- Le Soleil et la Lune de Charles Trenet
- Pour un flirt de Michel Delpech
- For me formidable de Charles Aznavour
- Fais-moi mal Johnny de Boris Vian
- Le Temps des cerises de Jean-Baptiste Clément